# Sandy Casar

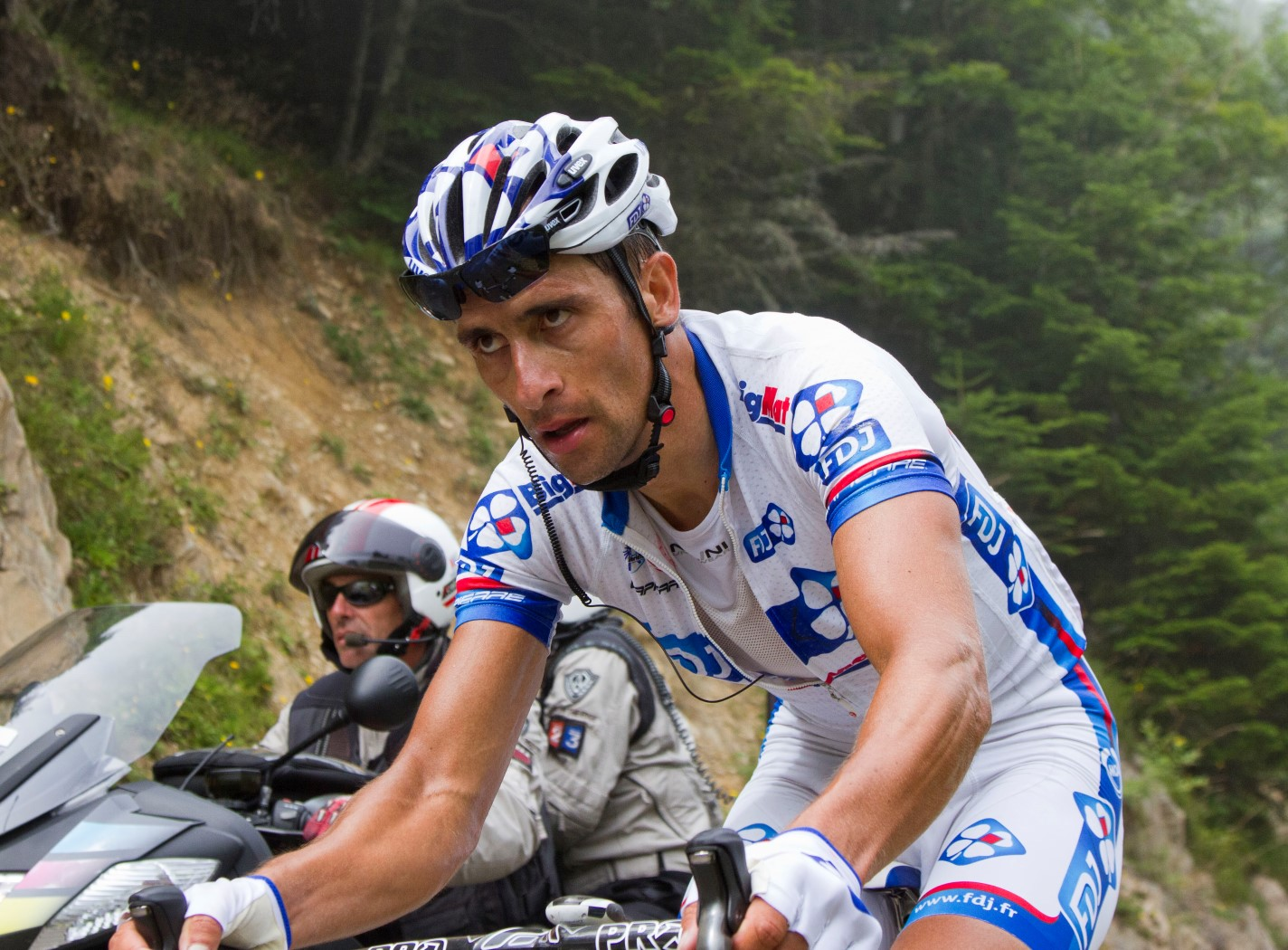
Sandy Casar (2012)

Sandy Casar (* 2. Februar 1979 in Mantes-la-Jolie) ist ein ehemaliger französischer Straßenradsportler.

## Karriere
Casar erhielt am 1. Juli 2000 einen Vertrag beim französischen Radsportteam La Française des Jeux, bei dem er schon 1999 als Stagiaire gefahren war. Er lieb bei diesem Team bis zu seinem Karriereende im Jahr 2013. Als seine größte Stärke galt das Bergfahren, allerdings verfügte er ebenfalls über passable Zeitfahr- und Sprintfähigkeiten.
Im Jahr 2002 erreichte Casar den zweiten Platz bei der Fernfahrt Paris–Nizza. 2003 gelang ihm ein kurioser Etappensieg bei der Tour de Suisse, als er gemeinsam mit seinem Fluchtgefährten Filippo Simeoni nach taktischem Geplänkel kurz vor dem Ziel eingeholt wurde, danach aber völlig überraschend den Sprint des Hauptfeldes für sich entscheiden konnte. Im selben Jahr belegte er den 13. Gesamtplatz beim Giro d’Italia.
Bei der Tour de France 2004 erreichte er in der Gesamtwertung den 16. Platz mit einem Rückstand von 28 Minuten und 53 Sekunden auf den erstplatzierten Lance Armstrong. Mit dieser Leistung gelang es ihm, den zweiten Platz in der Nachwuchswertung zu erreichen. 2005 konnte er sich gleich zweimal als Etappenzweiter auszeichnen.
2006 fuhr Casar sein bislang bestes Gesamtergebnis bei einer großen Rundfahrt ein, als er den Giro d’Italia als Sechster abschloss. Am 27. Juli 2007 gewann er die 18. Etappe der Tour de France 2007. Ein Jahr später bei der Tour de France 2008 gelang ihm ebenfalls ein Etappensieg. Zwei Jahre später, bei der Tour de France 2010, gewann er die neunte Etappe von Morzine-Avoriaz nach Saint-Jean-de-Maurienne vor Luis León Sánchez und Damiano Cunego.
Im September 2013 teilte Casar mit, dass er seine Radsportkarriere beende. Er könne aufgrund von Allergien und Rückenproblemen nicht mehr an seine alte Leistungsfähigkeit anknüpfen. Er zog eine bittere Bilanz seiner Laufbahn: Er fühle sich doppelt von Radsport-Kollegen betrogen, die gedopt hätten. Einerseits hätten die gedopten Sportler mehr gewonnen und verdient als er, andererseits sei auch er unter den Generalverdacht gestellt worden, gedopt zu sein. Allerdings habe er sich in dem strengen Kontrollsystem gegen Doping „wie in einem Gefängnis“ gefühlt, das er jetzt verlassen werde.
Casar bestritt zu Beginn seiner Radsportlaufbahn auch erfolgreich Querfeldeinrennen, an denen er auch weiterhin teilnimmt.

## Erfolge
2003
- eine Etappe Tour de Suisse

2007
- eine Etappe Tour de France

2009
- eine Etappe Tour de France

2010
- eine Etappe Tour de France

2011
- Paris–Camembert

## Grand-Tour-Platzierungen
| Grand Tour            | 2002 | 2003 | 2004 | 2005 | 2006 | 2007 | 2008 | 2009 | 2010 | 2011 | 2012 |
| --------------------- | ---- | ---- | ---- | ---- | ---- | ---- | ---- | ---- | ---- | ---- | ---- |
| Giro d’ItaliaGiro     | –    | 13   | –    | 81   | 6    | –    | –    | –    | –    | –    | 25   |
| Tour de FranceTour    | 83   | 111  | 16   | 29   | 69   | 71   | 14   | 12   | 25   | 27   | 22   |
| Vuelta a EspañaVuelta | –    | –    | –    | –    | –    | –    | 19   | DNF  | –    | –    | –    |